# ایوبیان
ایوبیان(عربی: الأيوبيون‎، ت. «al-Ayyūbīyūn»; کردی: ئەیووبییەکان‎، ت. «Eyûbiyan»)، همچنین معروف به سلطنت ایوبی، یک حکومت کُردتبار بود که صلاح‌الدین ایوبی در سال ۱۱۷۱ میلادی به مرکزیت مصر بنیاد گذاشت. خاندان بنیان‌گذار سلطنت در مصر در قرون وسطی بود که توسط صلاح‌الدین ایوبی در سال ۱۱۷۱، پس از برانداختن خلافت فاطمی مصر تأسیس شد. صلاح‌الدین که یک مسلمان سنی با اصلیت کُرد بود که ابتدا در خدمت سلطان زنگی، نورالدین بود و ارتش او را علیه صلیبیون در مصر – که تحت حکومت خلافت فاطمیان بود – رهبری می‌کرد، جایی که به مقام وزارت رسید. پس از مرگ نورالدین و برانداختن خلافت فاطمیان شیعه در مصر و خواندن خطبه به نام خلیفه عباسی بغداد، صلاح‌الدین با تأیید خلافت عباسی به عنوان سلطان جدید قدرت و کنترل مصر را در دست گرفت و به سرعت سلطنت خاندان خود را فراتر از مصر گسترش داد و به شام، و همچنین حجاز، یمن، شمال نوبیه و جزیره و بین‌النهرین علیا رساند. لشکرکشی‌های نظامی صلاح‌الدین مرزهای کلی و حوزه نفوذ سلطنت مصر را برای تقریباً ۳۵۰ سال موجودیت آن تعیین کرد. بخش اعظمی از دولت‌های صلیبی پس از پیروزی صلاح‌الدین در نبرد حطین در سال ۱۱۸۷ از دست رفتند، اما صلیبیون طی جنگ صلیبی سوم در دهه ۱۱۹۰ سواحل شام را دوباره تصرف کردند.
پس از مرگ صلاح‌الدین در سال ۱۱۹۳، پسرانش و خاندانش بر سر کنترل سلطنت با یکدیگر رقابت کردند، اما در نهایت برادر صلاح‌الدین، العادل، در سال ۱۲۰۰ قدرت سلطنت ایوبیان را در دست گرفت. تمامی سلاطین بعدی ایوبی مصر از فرزندان او بودند. در دهه ۱۲۳۰، امیران شام تلاش کردند استقلال خود را از مصر اعلام کنند و قلمرو ایوبیان تا زمانی که الصالح ایوب با مطیع کردن مجدد بیشتر شام، به استثنای حلب، در سال ۱۲۴۷ وحدت آن را بازگرداند، تقسیم شده باقی ماند. تا آن زمان، سلسله‌های محلی مسلمان، ایوبیان را از یمن، حجاز و بخش‌هایی از بین‌النهرین بیرون رانده بودند. پس از مرگ او در سال ۱۲۴۹، پسرش المعظم توران‌شاه جانشین شد. با این حال، توران‌شاه به زودی توسط فرماندهان مملوک خود که حمله صلیبیون به مصر را دفع کرده بودند، سرنگون شد. این امر عملاً به قدرت ایوبیان در مصر پایان داد. تلاش‌های امیران سوریه، به رهبری الناصر یوسف از حلب، برای بازپس‌گیری مصر شکست خورد. در سال ۱۲۶۰، مغول‌ها حلب را غارت کردند و به زودی پس از آن، سرزمین‌های باقی‌مانده ایوبیان را تصرف کردند. مملوک‌ها که مغول‌ها را بیرون راندند، امیرنشین ایوبی حماه را حفظ کردند تا اینکه آخرین حاکم آن را در سال ۱۳۴۱ برکنار کردند.
علی‌رغم دوره نسبتاً کوتاه حکومت، سلسله ایوبیان تأثیر تحول‌آفرینی بر منطقه، به ویژه مصر داشت. تحت حکومت ایوبیان، مصر، که قبلاً به صورت رسمی یک خلافت شیعه بود، به قدرت سیاسی و نظامی غالب سنی، و مرکز اقتصادی و فرهنگی منطقه تبدیل شد، وضعیتی که تا زمان تصرف توسط عثمانی‌ها در سال ۱۵۱۷ حفظ شد. در سراسر سلطنت، حکومت ایوبیان دوره‌ای از رونق اقتصادی را به ارمغان آورد، و امکانات و حمایت‌های ارائه شده توسط ایوبیان منجر به احیای فعالیت‌های فکری در جهان اسلام شد. این دوره همچنین با فرایند تقویت تسلط مسلمانان سنی در منطقه توسط ایوبیان از طریق ساخت «مدارس» متعدد (مدارس فقه اسلامی) در شهرهای اصلی آنها مشخص شد.

## نام
در منابع اسلامی قرون وسطی، از ایوبیان با عناوین «سلسله کُردی» (عربی: دولة الکردية‎)، یا «سلسله/حکومت کُردها» (عربی: دولة الأکراد‎) یاد می‌شد. آنها همچنین با عناوین «کُردهای ایوبی» (عربی: الأکراد الأيوبية‎) و «حاکمان کُرد مصر» شناخته می‌شدند.

## تاریخ

### پیشینه و تبار

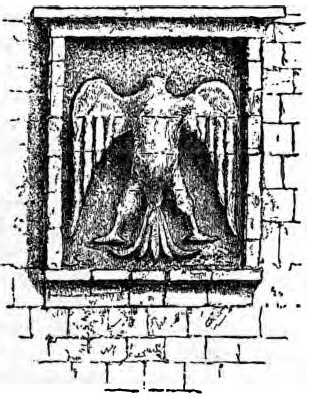
طرحی از «عقاب صلاح‌الدین» مربوط به اواخر قرن نوزدهم بر روی دیوارهای ارگ قاهره، مصر. در گذشته این عقاب دو سر توصیف می‌شد که اکنون وجود ندارد. این عقاب معمولاً به عنوان نشان صلاح‌الدین شناخته می‌شود، اگرچه منابع تاریخی این موضوع را تأیید نمی‌کنند.

بزرگ ایوبیان، نجم‌الدین ایوب ابن شاذی، بود که به قبیله کُردی روادیه تعلق داشت که خود شاخه‌ای از قبیله بزرگ هذبانی بود. اجداد ایوب در شهر دوین، در شمال ارمنستان سکنا داشتند. روادیه بخشی از نخبگان سیاسی-نظامی این شهر بودند.
با تصرف منطقه توسط ترکان سلجوقی، شرایط برای ایوبیان نامساعد شد. شاذی همراه با دو پسرش ایوب و اسدالدین شهر را ترک کرد. دوست او مجاهدالدین بهروز — شحنه و والی عراق — از او استقبال کرد و او را به عنوان حاکم تکریت منصوب نمود. پس از مرگ شاذی، ایوب با کمک برادرش اسدالدین شیرکوه جانشین او در تکریت شد. آنها با هم امور شهر را به خوبی مدیریت کردند که باعث محبوبیت آنها نزد ساکنان محلی شد. در این میان، عمادالدین زنگی، حاکم موصل، از نیروهای عباسی تحت رهبری خلیفه المسترشد و بهروز شکست خورد. زنگی در تلاش برای فرار از میدان جنگ به موصل از طریق تکریت، به ایوب پناه برد و از او در این کار کمک خواست. ایوب موافقت کرد و برای زنگی و همراهانش قایق‌هایی فراهم آورد تا از رود دجله عبور کنند و به سلامت به موصل برسند.
در نتیجه کمک به زنگی، عباسیان به دنبال اقدامات تنبیهی علیه ایوب برآمدند. همزمان، در حادثه‌ای جداگانه، شیرکوه یکی از محرمان نزدیک بهروز را به اتهام تعرض جنسی به زنی در تکریت به قتل رساند. دربار عباسی حکم بازداشت هر دو برادر، ایوب و شیرکوه را صادر کرد، اما پیش از آنکه برادران دستگیر شوند، آنها در سال ۱۱۳۸ تکریت را به مقصد موصل ترک کردند. وقتی به موصل رسیدند، زنگی تمام امکانات مورد نیاز آنها را فراهم کرد و هر دو برادر را به خدمت خود درآورد. ایوب به حکومت بعلبک منصوب شد و شیرکوه به خدمت پسر زنگی، نورالدین درآمد. طبق گفته وقایع‌نگار عبدالعلی، تحت حمایت و سرپرستی زنگی بود که خاندان ایوبی به شهرت رسید.

### تأسیس
در سال ۱۱۶۴، نورالدین، شیرکوه را به فرماندهی نیروهایی فرستاد تا از استقرار صلیبیون در مصر که ایام هرج‌ومرج به سر می‌برد، جلوگیری کند. شیرکوه، پسر ایوب، صلاح‌الدین را نیز به عنوان افسری تحت فرمان خود به مصر برد. آنها موفق شدند ضرغام، وزیر مصر را بیرون رانده و سلف او، شاور را دوباره به قدرت برسانند. پس از بازگشت به قدرت، شاور به شیرکوه دستور داد نیروهایش را از مصر خارج کند، اما شیرکوه امتناع کرد و مدعی شد که این خواست نورالدین است که او در مصر بماند. در طول چندین سال و لشکرکشی، شیرکوه و صلاح‌الدین نیروهای مشترک صلیبیون و سربازان شاور را شکست دادند؛ ابتدا در بلبیس، سپس در محلی نزدیک جیزه، و در اسکندریه، جایی که صلاح‌الدین برای محافظت ماند در حالی که شیرکوه نیروهای صلیبی را در مصر سفلی تعقیب می‌کرد.
شاور در سال ۱۱۶۹ به دستور شیرکوه به قتل رسید و شیرکوه وزیر شد، اما او نیز در همان سال درگذشت. پس از مرگ شیرکوه، صلاح‌الدین توسط خلیفه فاطمی العاضد به مقام وزارت منصوب شد زیرا طبق گفته وقایع‌نگار مسلمان، ابن اثیر «هیچ‌کس ضعیف‌تر یا جوان‌تر» از صلاح‌الدین نبود و «هیچ‌یک از امیران از او اطاعت نمی‌کردند یا به او خدمت نمی‌کردند». صلاح‌الدین به زودی خود را مستقل‌تر از هر زمان دیگری در دوران حرفه‌ای خود یافت، که باعث نارضایتی نورالدین شد که تلاش می‌کرد مصر تحت کنترل کامل خود درآورد. او به برادر بزرگتر صلاح‌الدین، توران‌شاه، اجازه داد بر صلاح‌الدین نظارت کند تا در خاندان ایوبی اختلاف ایجاد کند و در نتیجه موقعیت آن را در مصر تضعیف نماید. نورالدین با درخواست صلاح‌الدین مبنی بر پیوستن پدرش ایوب به او موافقت کرد. با این حال، ایوب در درجه اول برای اطمینان از اعلام حاکمیت عباسیان در مصر فرستاده شد، اقدامی که صلاح‌الدین به دلیل موقعیتش به عنوان وزیر فاطمیان تمایلی به انجام آن نداشت. اگرچه نورالدین نتوانست خاندان ایوبی را تحریک کند، اما خاندان گسترده ایوبی، به ویژه تعدادی از فرمانداران محلی در سوریه، باعث نشد که تمامی آنها از صلاح‌الدین حمایت کنند.
صلاح‌الدین کنترل خود در مصر را پس از دستور به توران‌شاه برای سرکوب شورشی در قاهره که توسط نیروهای نوبی ۵۰٬۰۰۰ نفری ارتش فاطمی برپا شده بود، تحکیم کرد. پس از این موفقیت، صلاح‌الدین شروع به اعطای مناصب عالی‌رتبه در کشور به اعضای خانواده‌اش کرد و نفوذ مسلمانان سنی را در قاهره شیعه‌نشین با دستور ساخت یک مدرسه برای مکتب مالکی فقه اسلامی سنی در شهر، و دیگری برای مکتب شافعی، که خود به آن تعلق داشت، در فسطاط افزایش داد. در سال ۱۱۷۱، العاضد درگذشت و صلاح‌الدین از این خلأ قدرت بهره‌برداری کرد و عملاً کنترل کشور را به دست گرفت. پس از تصرف قدرت، نام خلفای فاطمی را از خطبه انداخت و در عوض به نام خلیفه سنی عباسی در مصر خطبه خواند.

### گسترش

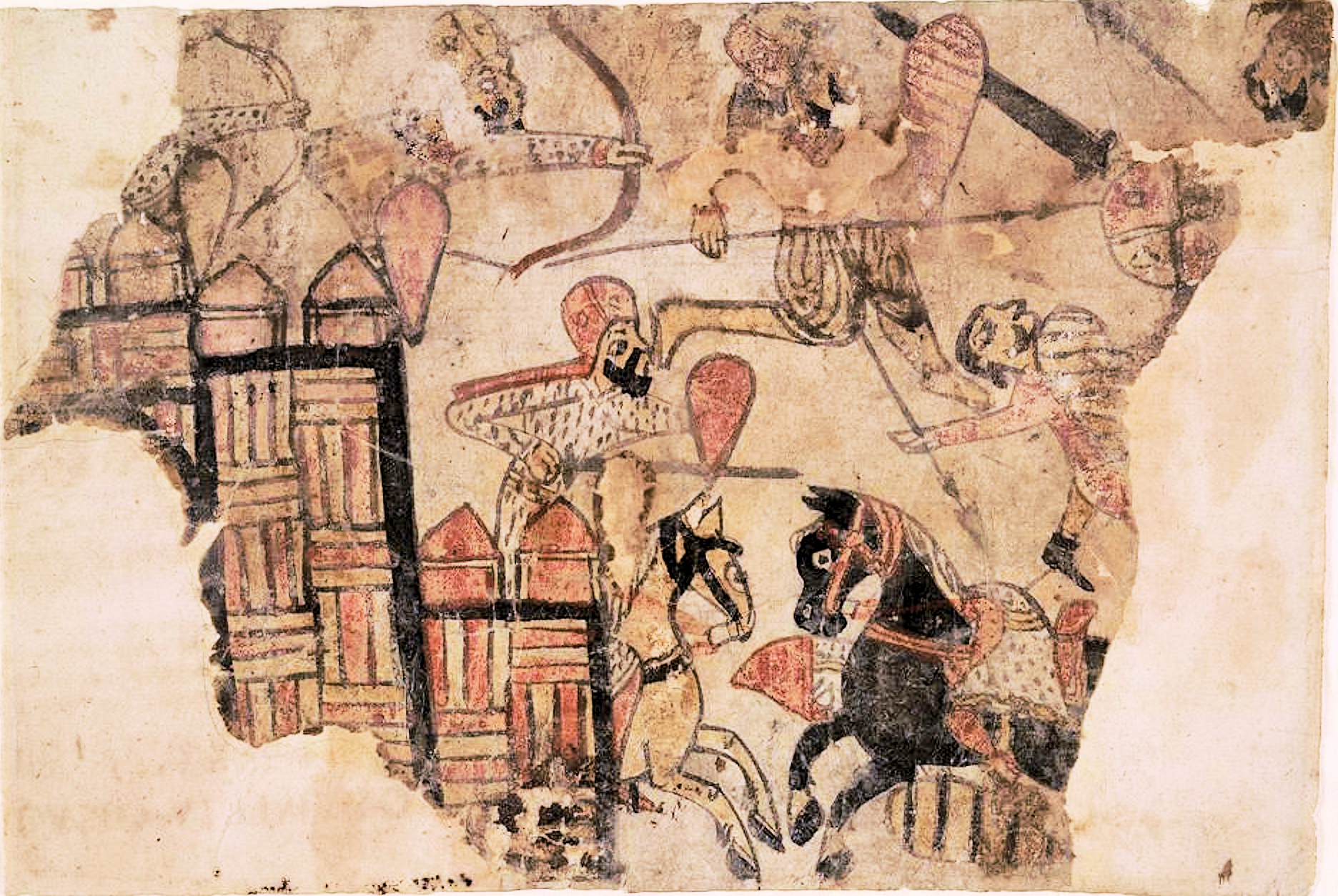
صحنه‌ای از نبرد نیروهای ایوبی یا فاطمی در نبرد، فسطاط، متعلق به قرن ۱۲ میلادی

#### فتح شمال آفریقا و نوبه
در سال ۱۱۷۱–۱۱۷۲ صلاح‌الدین به اسکندریه رفت و خود را با این معضل کمبود منابع مالی و پولی روبرو یافت در حالی که در شهر حامیان زیادی داشت. یک شورای خانوادگی توسط امیران ایوبی مصر در آنجا تشکیل شد که در آن تصمیم گرفته شد المظفر تقی‌الدین عمر، برادرزاده صلاح‌الدین، با نیرویی متشکل از ۵۰۰ سواره‌نظام، لشکرکشی‌ای علیه منطقه ساحلی برقه (سیرنه) در غرب مصر انجام دهد. برای توجیه این یورش، نامه‌ای به قبایل بدوی برقه فرستاده شد که آنها را به خاطر سرقت‌هایشان از مسافران سرزنش می‌کرد و به آنها دستور می‌داد تا زکات را بپردازند. این مالیات قرار بود از دام‌های آنها جمع‌آوری شود.
در اواخر سال ۱۱۷۲، اسوان توسط سربازان سابق فاطمی از نوبه محاصره شد و فرماندار شهر، کنزالدوله — که قبلاً از وفاداران به خلافت فاطمی بود — از صلاح‌الدین درخواست نیروی کمکی کرد و او موافقت کرد. نیروهای کمکی پس از آنکه نوبی‌ها اسوان را ترک کرده بودند رسیدند، اما نیروهای ایوبی به رهبری توران‌شاه پیشروی کرده و پس از تصرف شهر ابریم، شمال نوبه را فتح کردند. توران‌شاه و سربازان کُرد او موقتاً در آنجا اقامت گزیدند. آنها از ابریم به مناطق اطراف حمله کردند و عملیات خود را پس از دریافت پیشنهاد آتش‌بس از پادشاه مقره متوقف کردند. اگرچه واکنش اولیه توران‌شاه جنگ‌طلبانه بود، اما او بعداً فرستاده‌ای به دنقلا اعزام کرد که پس از بازگشت، فقر شهر و نوبه به‌طور کلی را برای توران‌شاه توصیف کرد. در نتیجه، ایوبیان، مانند اسلاف فاطمی خود، از گسترش بیشتر به سمت جنوب در نوبه به دلیل فقر منطقه منصرف شدند، اما از نوبه خواستند تضمین حفاظت از اسوان و مصر علیا را بدهد. سرانجام نیروهای ایوبی در ابریم در سال ۱۱۷۵ به مصر بازگشت.
در سراسر دهه ۱۱۷۰، ایوبیان به پیشروی به سمت غرب نیز ادامه دادند. شرف‌الدین قراقوش، فرماندهی تحت المظفر تقی‌الدین عمر، بیشتر این لشکرکشی‌ها را در مرز هدایت کرد. او در سال ۱۱۷۲ سیوه را تصرف کرد و قبل از سال ۱۱۷۴ سیرنه را فتح کرد. او متعاقباً طرابلس را با ارتشی از ترک‌ها و کردها، به همراه نیروهای عرب از برخی قبایل بدوی منطقه فتح کرد. تاریخ دقیق تصرف طرابلس نامشخص است، اما احتمالاً در حدود دهه ۱۱۷۰ یا اوایل دهه ۱۱۸۰ رخ داده است. در حالی که برخی از نیروهای ایوبی با صلیبیون در شام می‌جنگیدند، نیروهای قراقوش تا سال ۱۱۸۵–۱۱۸۶ به تصرف بیشتر افریقیه (تونس کنونی) از موحدون پرداختند. در این مقطع، قراقوش همچنین با بنی غانیه، به رهبری علی ابن غانیه، دشمن دیگر موحدون، متحد شده بود. خلیفه موحدی یعقوب المنصور از سال ۱۱۸۷ تا ۱۱۸۸ افریقیه را بازپس گرفت و هر دوی آنها را شکست داد. ایوبیان پس از این، تلاش بیشتری برای مداخله در مغرب نکردند.

#### فتح یمن و حجاز
در سال ۱۱۷۳، صلاح‌الدین توران‌شاه را برای فتح یمن و حجاز فرستاد. ابن اثیر و بعدها مقریزی در این رابطه نوشته‌اند که دلیل فتح یمن، ترس ایوبیان از این بود که اگر مصر به دست نورالدین زنگی بیفتد، آنها بتوانند در سرزمینی دوردست پناه بگیرند. در ماه مه ۱۱۷۴، توران‌شاه زبید را فتح کرد و در همان سال عدن را تصرف نمود. عدن به بندر دریایی اصلی در اقیانوس هند و شهر اصلی یمن تبدیل شد، اگرچه پایتخت رسمی یمن ایوبی تعز بود. حضور ایوبیان در منطقه آغاز دوره‌ای از رونق مجدد در شهر بود که با بهبود زیرساخت‌های تجاری آن، تأسیس نهادهای جدید و ضرب سکه‌های خاص خود همراه بود. پس از این رونق، ایوبیان مالیات جدیدی را اجرا کردند که از کشتی‌های پارویی جمع‌آوری می‌شد.
توران‌شاه حاکمان باقی‌مانده حمدانی صنعا را بیرون راند و این شهر کوهستانی را در سال ۱۱۷۵ فتح کرد. با فتح یمن، ایوبیان یک ناوگان دریایی به نام، «العساکر البحریه»، ایجاد کردند که از آن برای محافظت از سواحل تحت کنترل خود و حفاظت از آنها در برابر حملات دزدان دریایی استفاده می‌کردند. این فتح برای یمن اهمیت زیادی داشت زیرا ایوبیان موفق شدند سه دولت مستقل قبلی (زبید، عدن و صنعا) را تحت یک قدرت واحد متحد کنند. با این حال، هنگامی که توران‌شاه در سال ۱۱۷۶ از امارت خود در یمن منتقل شد، شورش‌هایی در این سرزمین رخ داد که تا سال ۱۱۸۲ فرو ننشست، زمانی که صلاح‌الدین برادر دیگر خود، طغتکین سیف‌الاسلام را به عنوان امیر یمن منصوب کرد. «نائب» ایوبی یمن، عثمان الزنجیلی، بخش بزرگی از حضرموت را در سال ۱۱۸۰، با بازگشت توران‌شاه به یمن فتح کرد.
هدف ایوبیان از کنترل یمن، همانند مصر، تسلط بر مسیرهای تجاری دریای سرخ را بود که مصر به آن وابسته بود و بنابراین به دنبال تقویت تسلط خود بر حجاز بودند، جایی که ینبع، یک توقفگاه مهم تجاری، در آنجا واقع شده بود. برای تقویت تجارت در مسیر دریای سرخ، ایوبیان تأسیساتی در امتداد مسیرهای تجاری دریای سرخ-اقیانوس هند ساختند تا از بازرگانان حمایت کنند. ایوبیان همچنین در نظر داشتند ادعاهای مشروعیت خود را در خلافت با داشتن حاکمیت بر شهرهای مقدس اسلامی مکه و مدینه تقویت کنند. فتوحات و پیشرفت‌های اقتصادی انجام شده در دورهٔ صلاح‌الدین، به‌طور مؤثر هژمونی مصر را در منطقه برقرار کرد.

#### فتح سوریه و جزیره
اگرچه صلاح‌الدین هنوز رسماً خراج‌گزار و تابع نورالدین بود، اما پس از قدرت گرفتن در مصر سیاست خارجی مستقل‌تری را در پیش گرفت. این استقلال پس از مرگ نورالدین در سال ۱۱۷۴ آشکارتر شد. پس از آن، صلاح‌الدین برای فتح سوریه از زنگی‌ها اقدام کرد؛ و در ۲۳ نوامبر، امیر دمشق به گرمی از او استقبال کرد. تا سال ۱۱۷۵، او کنترل حماه و حمص را به دست آورد اما در محاصره حلب شکست خورد. کنترل حمص در سال ۱۱۷۹ به نوادگان و فرزندان شیرکوه سپرده شد و حماه به برادرزاده صلاح‌الدین، المظفر عمر واگذار گردید. موفقیت‌های صلاح‌الدین، موجب نگرانیسیف‌الدین امیر موصل، بزرگ خاندان زنگی‌ها شد، که سوریه را ملک خانوادگی خود می‌دانست و از اینکه یک خدمتکار سابق نورالدین آن را تصرف می‌کرد خشمگین بود. او ارتشی برای مقابله با صلاح‌الدین در نزدیکی حماه گرد آورد. اگرچه صلاح‌الدین از نظر تعداد بسیار کمتر بود، او و سربازان با تجربه‌اش زنگی‌ها را قاطعانه شکست دادند. پس از پیروزی‌اش، صلاح‌الدین خود را سلطان اعلام کرد و نام الصالح اسماعیل (پسر نورالدین) را از نماز جمعه و سکه‌های اسلامی حذف کرد و با نام خود جایگزین نمود. خلیفه عباسی، المستضی، به گرمی از به دست گرفتن قدرت توسط صلاح‌الدین استقبال کرد و به او لقب «سلطان مصر و سوریه» اعطا کرد.
در بهار سال ۱۱۷۶، رویارویی مهم دیگری بین زنگی‌ها و ایوبی‌ها در تپه سلطان، ۱۵ کیلومتر (۹٫۳ مایل) حلب رخ داد. صلاح‌الدین دوباره پیروز شد، اما سیف‌الدین موفق به فرار از نبرد شد. ایوبی‌ها موفق به فتح دیگر شهرهای سوری در شمال، همچون معره النعمان، اعزاز، بزاعه و منبج شدند، اما در محاصره دوم حلب شکست خوردند. با این حال، توافقی صورت گرفت که طبق آن غازی گمشتکین، امیر حلب، و متحدانش در حصن کیفا و ماردین، صلاح‌الدین را به عنوان حاکم متصرفات ایوبیان در سوریه به رسمیت می‌شناختند، در حالی که صلاح‌الدین اجازه می‌داد گمشتکین و الصالح الملک به حکومت خود بر حلب ادامه دهند.
در حالی که صلاح‌الدین در سوریه بود، برادرش العادل کنترل مصر را در دست داشت، و در سال‌های ۱۱۷۴–۷۵، کنزالدوله اسوان علیه ایوبیان شورش کرد تا حکومت فاطمیان را در مصر احیا کند. حامیان اصلی او قبایل محلی بدوی و نوبی‌ها بودند، اما او همچنین از حمایت گروه‌های متعدد دیگر، از جمله ارمنی‌ها برخوردار بود. همزمان یا احتمالاً هماهنگ با این شورش، قیامی توسط عباس بن شادی رخ داد که قوص را در امتداد رود نیل در مصر میانی تصرف کرد. هر دو شورش توسط العادل سرکوب شدند. برای باقی آن سال و در طول اوایل ۱۱۷۶، قراقوش به حملات خود در غرب شمال آفریقا ادامه داد، که ایوبیان را با موحدون که بر مغرب حکومت می‌کردند، درگیر کرد.
در سال ۱۱۷۷، صلاح‌الدین نیرویی متشکل از حدود ۲۶٬۰۰۰ سرباز، طبق گفته وقایع‌نگار ویلیام صوری، به جنوب اراضی مقدس و پادشاهی اورشلیم لشکرکشی کرد پس از شنیدن اینکه بیشتر سربازان پادشاهی اورشلیم در حال محاصره حارم، در غرب حلب در سوریه بودند. ارتش ایوبی ناگهان توسط شوالیه‌های معبد تحت فرمان بالدوین چهارم اورشلیم نزدیک رمله مورد حمله قرار گرفت و در نبرد مونت‌گیسارد شکست خورد، و اکثر سربازانش کشته شدند. صلاح‌الدین سال بعد در حمص اردو زد و تعدادی درگیری بین نیروهای او، تحت فرماندهی فرخ‌شاه، و صلیبیون رخ داد. صلاح‌الدین بی‌اعتنا به این شکست، به کشورهای صلیبی از غرب حمله کرد و بالدوین را در نبرد مرج عیون در سال ۱۱۷۹ شکست داد. سال بعد، او قلعه تازه ساخته‌شده صلیبی‌ها در پل دختران یعقوب را در نبرد معبر یعقوب نابود کرد. در کارزار سال ۱۱۸۲، او دوباره در نبرد نافرجام کوکب الهوا با بالدوین برخورد کرد.
در ماه مه ۱۱۸۲، صلاح‌الدین پس از محاصره‌ای کوتاه، حلب را تصرف کرد؛ امیر جدید شهر، عمادالدین زنگی دوم، در میان مردم خود محبوبیت نداشت و پس از آنکه صلاح‌الدین موافقت کرد که کنترل زنگیان را بر سنجار، رقه و نصیبین را بازگرداند، که پس از آن به عنوان سرزمین‌های تابع ایوبیان خدمت می‌کردند، حلب را تسلیم کرد. حلب رسماً در ۱۲ ژوئن به دست ایوبیان افتاد. روز بعد، صلاح‌الدین به سمت حارم، نزدیک انطاکیه که در دست صلیبیون بود، حرکت کرد و هنگامی که پادگان شهر رهبرشان، سورهاک، را بیرون راندند، شهر را تصرف کرد. سورهاک سپس برای مدت کوتاهی توسط المظفر عمر بازداشت و آزاد شد. تسلیم حلب و اتحاد صلاح‌الدین با زنگی دوم، عزالدین المسعود امیر موصل را تنها رقیب اصلی مسلمان ایوبیان باقی گذاشته بود. موصل در پاییز سال ۱۱۸۲ تحت محاصره‌ای کوتاه قرار گرفت، اما پس از میانجیگری خلیفه عباسی الناصر، صلاح‌الدین نیروهایش را عقب کشید. مسعود تلاش کرد خود را با ارتقیان ماردین متحد کند، اما آنها در عوض متحد صلاح‌الدین شدند. در سال ۱۱۸۳، اربیل نیز وفاداری خود را به ایوبیان تغییر داد. مسعود سپس به دنبال حمایت پهلوان بن محمد، حاکم آذربایجان، رفت و اگرچه او معمولاً در منطقه دخالت نمی‌کرد، امکان مداخله پهلوان صلاح‌الدین را در مورد انجام حملات بیشتر علیه موصل محتاط کرد.
پس از آن توافقات درون خاندان ایوبی صورت گرفت که طبق آن العادل می‌بایست حلب را به نام پسر صلاح‌الدین، الأفضل، اداره کند، در حالی که مصر توسط المظفر عمر به نام پسر دیگر صلاح‌الدین، عثمان، اداره می‌شد. هنگامی که این دو پسر به سن قانونی می‌رسیدند، قدرت را در این دو سرزمین به دست می‌گرفتند، اما اگر هر یک می‌مُرد، یکی از برادران صلاح‌الدین جایگزین آنها می‌شد. در تابستان ۱۱۸۳، پس از ویران کردن شرق جلیل، حملات صلاح‌الدین در آنجا به نبرد فوله در دره یزرعیل بین او و صلیبیون تحت فرمان گی لوزینیان منجر شد. جنگی که عمدتاً تن به تن بود بی‌نتیجه پایان یافت. دو ارتش به فاصله یک مایل از یکدیگر عقب‌نشینی کردند و در حالی که صلیبیون درگیر مسائل بودند، صلاح‌الدین فلات جولان را تصرف کرد و صلیبیون را از منبع اصلی تدارکاتشان جدا کرد. در اکتبر ۱۱۸۳ و سپس در ۱۳ اوت ۱۱۸۴، صلاح‌الدین و العادل قلعه کرک تحت تصرف صلیبیون را محاصره کردند، اما نتوانستند آن را تصرف کنند. پس از آن، ایوبیان به سامریه حمله کردند و نابلس را به آتش کشیدند. صلاح‌الدین در سپتامبر ۱۱۸۴ به دمشق بازگشت و به دنبال آن صلح نسبی بین دولت‌های صلیبی و امپراتوری ایوبی در سال‌های ۱۱۸۴–۱۱۸۵ برقرار شد.
صلاح‌الدین آخرین حمله خود را علیه موصل در اواخر سال ۱۱۸۵ آغاز کرد، به امید پیروزی سریع بر مسعودی که احتمالاً روحیه خود را از دست داده بود، اما به دلیل مقاومت غیرمنتظره شهر و بیماری جدی در اردوگاه که باعث شد صلاح‌الدین به حران عقب‌نشینی کند، شکست خورد. با تشویق عباسیان، صلاح‌الدین و مسعود در مارس ۱۱۸۶ توافق کردند که موصل را در کنترل زنگی‌ها باقی می‌گذاشت، اما آنها مجبور بودند منطقه شرقی فراتر از زاب کوچک تا شهرزور را به کنترل مستقیم ایوبیان واگذار کنند، و تحت تعهد تأمین حمایت نظامی برای ایوبیان در زمان درخواست قرار گیرند.

#### فتح اراضی مقدس و ماورای اردن

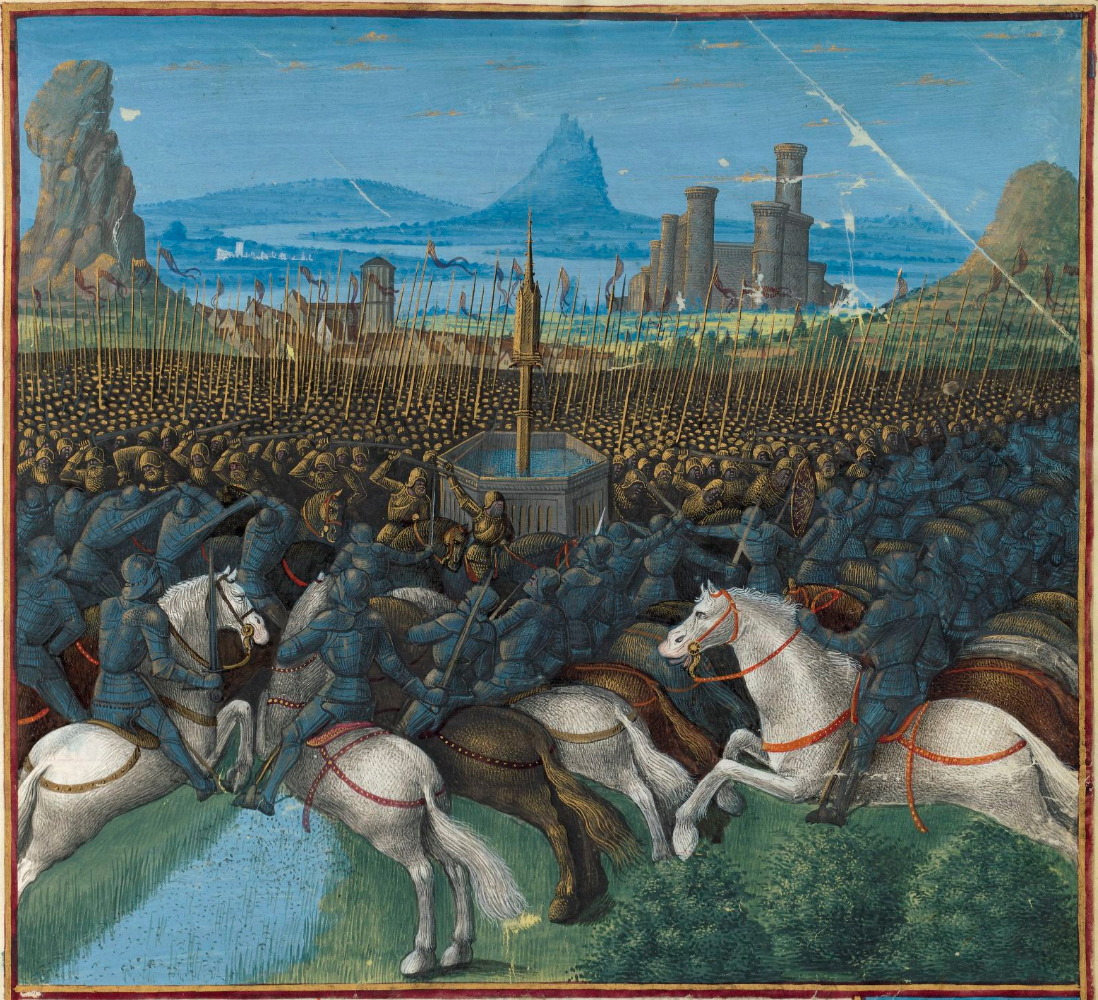
نگاره‌ای از پیروزی ایوبیان در نبرد کریسون در برابر نیروهای صلیبی

صلاح‌الدین در ۳ ژوئیه ۱۱۸۷ طبریه را در شرق جلیل محاصره کرد و ارتش صلیبی تلاش کرد از طریق کفر کنا به ایوبیان حمله کند. پس از شنیدن خبر حرکت صلیبیون، صلاح‌الدین گارد خود را به اردوگاه اصلی‌شان در کفر سبت بازگرداند و دسته کوچکی را در طبریه باقی گذاشت. با دید واضح از ارتش صلیبی، صلاح‌الدین به المظفر عمر دستور داد که حرکت صلیبیون از مسیر حطین را با موضع‌گیری نزدیک لوبیا مسدود کند، در حالی که گوکبوری و نیروهایش در تپه‌ای نزدیک الشجره مستقر شدند. در ۴ ژوئیه صلیبیون به سمت شاخ‌های حطین پیشروی کردند و به نیروهای مسلمان حمله کردند، اما محاصره شده و قاطعانه شکست خوردند. چهار روز پس از نبرد، صلاح‌الدین از العادل فراخواند تا در بازپس‌گیری اراضی مقدس، جلیل و ساحل لبنان به او بپیوندد. در ۸ ژوئیه، پایگاه مستحکم صلیبی‌ها در عکا توسط صلاح‌الدین تصرف شد، در حالی که نیروهایش ناصره و صفوریه را تسخیر کردند؛ دسته‌های دیگر حیفا، قیساریه و نابلس را گرفتند، در حالی که العادل میرابل و یافا را فتح کرد. در ۲۶ ژوئیه، صلاح‌الدین به ساحل بازگشت و تسلیم صرفند، صیدا، بیروت و جبله را دریافت کرد. در اوت، ایوبیان رمله، داروم، غزه، بیت جبرین و لطرون را فتح کردند. اشکلون در ۴ سپتامبر تصرف شد. در سپتامبر-اکتبر ۱۱۸۷، ایوبیان اورشلیم را محاصره کردند و پس از مذاکره با بالیان ابلین، در ۲ اکتبر آن را به تصرف خود درآوردند.
کرک و مونتریال در ماوراء اردن پس از آن به سرعت سقوط کردند، و به دنبال آن صفد در شمال شرقی جلیل فتح شد. تا پایان سال ۱۱۸۷ ایوبیان تقریباً کل پادشاهی صلیبی در شام را به جز صور، که تحت کنراد مونتفرات مقاومت می‌کرد، در کنترل خود داشتند. در دسامبر ۱۱۸۷، ارتش ایوبی متشکل از پادگان‌های صلاح‌الدین و برادرانش از حلب، حماه و مصر، صور را محاصره کرد. نیمی از ناوگان دریایی مسلمانان در ۲۹ دسامبر توسط نیروهای کنراد تصرف شد، به دنبال آن ایوبیان در ساحل شهر شکست خوردند. در ۱ ژانویه ۱۱۸۸، صلاح‌الدین شورای جنگی تشکیل داد که در آن با عقب‌نشینی از طرابلس موافقت شد.

#### جنگ صلیبی سوم
پاپ گریگوری هشتم در اوایل سال ۱۱۸۹ فراخوان جنگ صلیبی جدیدی علیه مسلمانان را صادر کرد. فریدریش بارباروسا، امپراتور مقدس روم، فیلیپ دوم از فرانسه، و ریچارد یکم از انگلستان اتحادی برای بازپس‌گیری اورشلیم تشکیل دادند. در همین حال، صلیبیون و ایوبیان در آن سال در نزدیکی عکا با یکدیگر جنگیدند و نیروهای کمکی از اروپا به آنها پیوستند. از سال ۱۱۸۹ تا ۱۱۹۱، عکا توسط صلیبیون محاصره شد، و علی‌رغم موفقیت‌های اولیه مسلمانان، به دست نیروهای صلیبی افتاد. قتل‌عام ۲٬۷۰۰ اسیر جنگی مسلمان به دنبال آن رخ داد، و صلیبیون سپس برنامه‌ریزی کردند تا عسقلان را در جنوب تصرف کنند.
در حالی که ایوبیان با محاصره دریایی صلیبیون در عکا و جریان مداوم نیروهای کمکی صلیبی که از دریا می‌رسیدند مواجه بودند، صلاح‌الدین به دنبال کمک از موحدون بود، که یکی از بزرگ‌ترین نیروهای دریایی در دریای مدیترانه را داشتند. در سال‌های ۱۱۸۹–۱۱۹۰، او نامه‌هایی به یعقوب المنصور فرستاد و درخواست حمایت دریایی در اراضی مقدس کرد، که خلیفه موحدی آن را رد کرد. توضیحات مختلفی برای این رد توسط مورخان ارائه شده است، از جمله تمرکز موحدون بر اندلس، تفاوت‌های ایدئولوژیک بین دو دولت مسلمان، و بی‌اعتمادی ناشی از تهاجم قراقوش به افریقیه.
صلیبیون، اکنون تحت فرماندهی متحد ریچارد، صلاح‌الدین را در نبرد آرسوف شکست دادند، که این امر فتح یافا و بخش زیادی از ساحل اراضی مقدس توسط صلیبیون را ممکن ساخت، اما آنها قادر به بازیابی مناطق داخلی نبودند. در عوض، ریچارد در سال ۱۱۹۲ پیمانی با صلاح‌الدین امضا کرد که پادشاهی اورشلیم را به نواری ساحلی بین یافا و بیروت بازگرداند. این آخرین تلاش جنگی عمده در دوران صلاح‌الدین بود، زیرا او سال بعد، در سال ۱۱۹۳ درگذشت.

## یادداشت
1. ↑  ابن خلکان، نوشته است که: «مورخان در بیان اینکه پدر و خانواده [صلاح‌الدین] از دوین بودند، متفق‌القولند… آنها کرد بودند و به روادیه تعلق داشتند که شاخه‌ای از قبیله بزرگ هذبانی است»: مینورسکی (۱۹۵۳)، ص. ۱۲۴.